# 1812
Cette page concerne l'année 1812 (MDCCCXII en chiffres romains) du calendrier grégorien. Pour l'année 1812 av. J.-C., voir 1812 av. J.-C.
L'année 1812 est une année bissextile qui commence un mercredi.

## Événements
- 21 avril, Calcutta : début du voyage de l'explorateur anglais William Moorcroft dans l'Himalaya, au Tibet et au Cachemire (fin en 1825). Il atteint le col de Niti le 4 juin, Gartok le 17 juillet[1].

- Juin : début de la colonisation du Zuurveld en Afrique du Sud (aujourd'hui district d’Albany)[2]. Fondation du fort de Grahamstown[3].

- 22 août : l'explorateur suisse Jean Louis Burckhardt découvre la cité antique de Pétra[4].

- Septembre, empire ottoman : arrivée au pouvoir du grand vizir Khursit Pacha (fin en avril 1815)[5].

- 31 octobre : victoire des Russes de Pyotr Kotlyarevsky à la bataille d'Aslanduz sur les Perses d'Abbas Mirza[6]. Le Britannique sir Gore Ouseley est chargé de la médiation entre les Perses et les Russes.

- Novembre : prise de Médine par le corps expéditionnaire égyptien mené par Toussoun Pacha, fils de Méhémet Ali[7]. Le pèlerinage à La Mecque supprimé en 1803 par les Wahhabites est rétabli.

- Crise agricole en Corée (1812-1813)[8] : le tiers des habitants succombe à la famine.

- Relations entre le sultan chérifien et l’émir 'Abd-Allah ibn Sa'ud par l’intermédiaire du fils du sultan du Maroc, Mulay Ibrahim, lors d’un pèlerinage à La Mecque. Une rencontre entre théologiens marocains et wahhabites est organisée.

- Les Peuls d’Usman dan Fodio attaquent à nouveau le Bornou. Dounama, successeur d’Ahmed, résiste seul, mais sa capitale, Gasr Eggomo (Ngazargamu), est détruite. Un de ses parents, El-Kanemi, le secourt et arrête l’expansion peule à l’est. Son influence et son prestige s’accroissent au détriment de ceux du maï. Il reçoit la moitié des impôts levés dans les provinces qu’il a défendues et établit au Bornou plusieurs tribus qui lui sont dévouées[9].

### Amérique

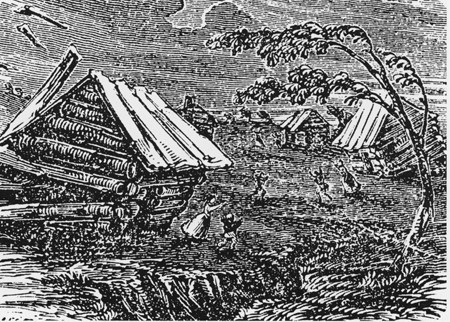
23 janvier et 6 février : tremblements de terre de New Madrid, selon un dessin contemporain

- 23 janvier et 6 février : second et troisième tremblements de terre majeurs de la série des tremblements de terre de New Madrid qui frappent le centre des États-Unis le long du fleuve Mississippi durant l'hiver 1811-1812[10].

- 15 mars : établissement d’un comptoir russe en Californie, créé pour la chasse à l’otarie et pour ravitailler les comptoirs russes en Alaska (fin en 1841). Il est baptisé Fort Ross le 11 septembre[11].
- 25-26 mars : bataille de Sorondo. Victoire navale des royalistes pendant la guerre d'indépendance du Venezuela (Campagne de Guyane)[12].
- 26 mars : un tremblement de terre détruit la ville de Caracas au Venezuela, faisant douze mille victimes[13].

- 30 avril : la Louisiane devient le dix-huitième État de l'Union américaine[14].

- 18 juin, guerre de 1812 : Les États-Unis déclarent la guerre au Royaume-Uni (fin en 1815), décision provoquée par l’opposition de la Grande-Bretagne à tout commerce entre les États-Unis et la France et à l’arraisonnement par les Britanniques de navires américains qui font du commerce avec la France [15].

- 25 juillet : capitulation du général vénézuélien Francisco de Miranda[12].
- 31 juillet : les Espagnols occupent la toute jeune République du Venezuela[12].

- 16 août, Guerre de 1812 : reddition de Détroit[16]. Le major-général britannique Isaac Brock et Tecumseh s'emparent de Détroit, avec une coalition de miliciens, de réguliers britanniques et de guerriers amérindiens.
- 30 août, Canada : arrivée des premiers immigrants écossais et irlandais à la colonie d’Assiniboia, fondée à l’instigation de Lord Selkirk[17].

- 24 - 25 septembre : victoire des Provinces-Unies du Río de la Plata sur les royalistes à la bataille de Tucumán[18].

- 13 octobre : victoire britannique décisive sur les États-Unis à la bataille de Queenston Heights[16].

- 2 décembre : première bataille de la Guerre civile entre centralistes et fédéralistes de Nouvelle-Grenade à Ventaquemada[19].
- 31 décembre : bataille du Cerrito lors de la guerre d'indépendance d'Uruguay[20].

#### Mexique
- 2 janvier : victoire royaliste la bataille de Zitácuaro, siège du Conseil national suprême du gouvernement des insurgés ; la ville est saccagée et incendiée[21].
- 17-20 janvier : victoire royaliste à la bataille de Tecualoya ; les insurgés parviennent à s’enfuir[22].
- 22 janvier : victoire des insurgées à la bataille de Tenancingo[22].

- 9 février-2 mai : siège de Cuautla[23].
- 23-24 février : victoire des insurgées à la bataille d'Izúcar[24].

- 28 mai : victoire des insurgées à la bataille d'Escamela[25].

- 4 juin : victoire des insurgées à la bataille de Zitlala[21].

- 25 novembre : le prêtre et chef rebelle mexicain José María Morelos entre à Oaxaca après avoir défait les troupes royales mexicaines[23]. Il prend possession de vastes territoires entre 1812 et 1814.

### Europe

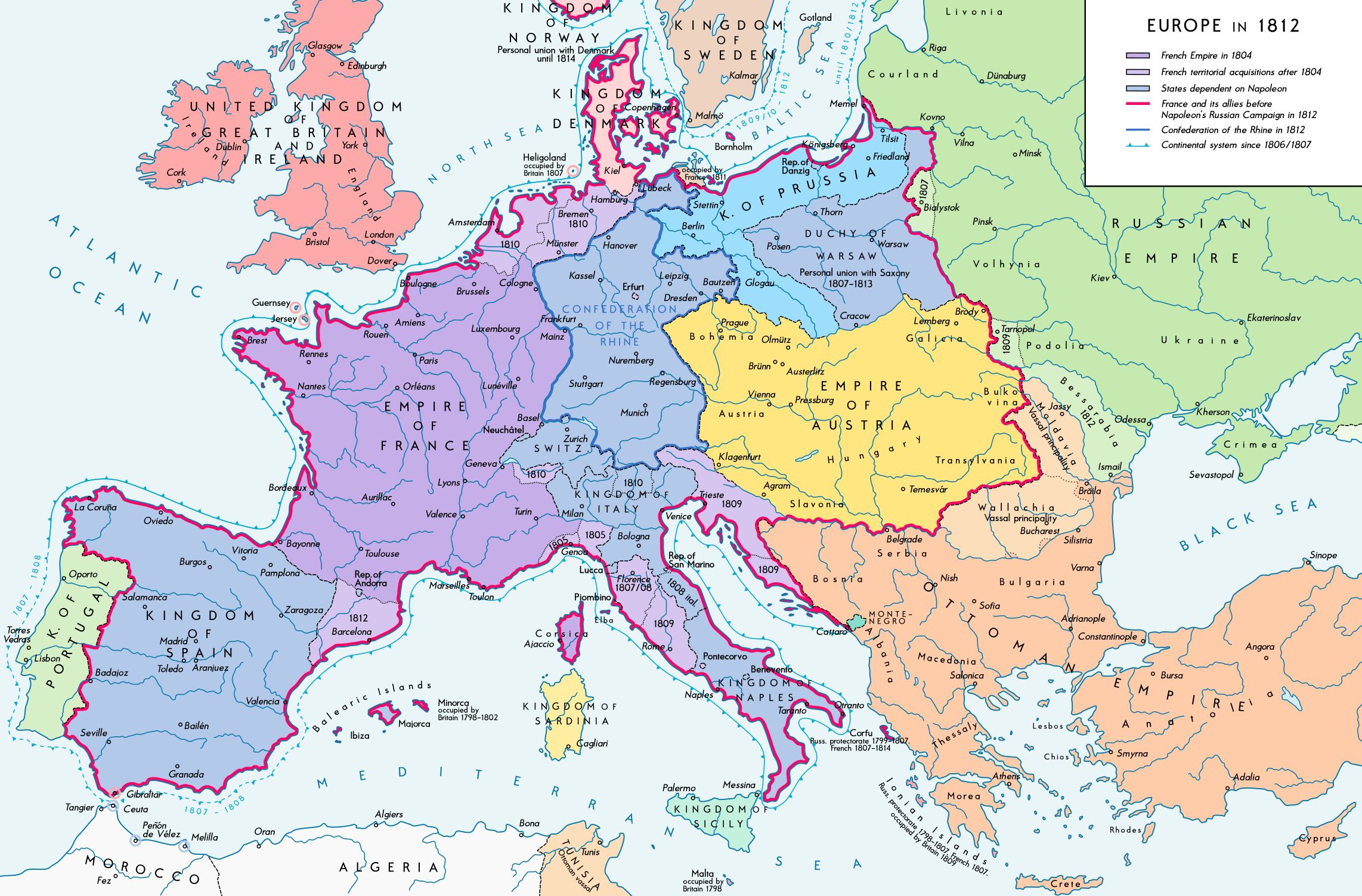
L'Europe en 1812.

- 1er janvier : entrée en vigueur du Code civil dans les Provinces illyriennes[26] (fin en août 1813).
- 20 janvier : Napoléon fait occuper la Poméranie suédoise pour mieux faire appliquer le Blocus continental[27].

- 24 février : alliance franco-prussienne[27].
- 28 février : catastrophe minière près de Liège en Belgique (Société du Beaujonc)[28].

- 4 mars : Castlereagh est nommé ministre des Affaires étrangères du Royaume-Uni (fin en 1822)[29].
- 11 mars : émancipation des Juifs en Prusse[30].
- 14 mars : alliance franco-autrichienne[27].
- 29 mars : exil à Nijni Novgorod de Mikhail Mikhailovich Speranski, réformateur francophile, accusé de trahison par le tsar Alexandre Ier de Russie[27]. Après sa disgrâce, Araktcheïev occupe le devant de la scène politique en Russie.

- 8 avril : le tsar Alexandre Ier de Russie adresse un ultimatum à Napoléon pour qu’il évacue la Prusse et la Poméranie suédoise et retire ses troupes derrière l’Elbe et Oder[31] (reçu à Paris le 14[32]). Le même jour, il érige Helsingfors comme nouvelle capitale du Grand-Duché de Finlande[33].
- 9 avril : traité russo-suédois[27]. Entrevue d’Åbo entre le tsar Alexandre Ier de Russie et Bernadotte, qui débouche sur le traité Örebro. La Russie promet d’attaquer le Danemark.

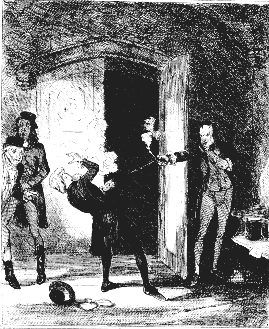
11 mai : assassinat de Spencer Perceval

- 11 mai : assassinat du premier ministre britannique Spencer Perceval par un agent commercial ruiné par le blocus[34].
- 16-27 mai[27] : Napoléon est à Dresde à la tête de 600 000 hommes (dont seulement 300 000 Français).
- 25 mai : l'explosion de la houillère de Felling, près de Sunderland en Angleterre, coûte la vie à 92 ouvriers[35].
- 28 mai : traité de Bucarest. Fin de la guerre entre l'Empire ottoman et la Russie (Koutouzov), qui occupe la Bessarabie (fin en 1856)[32]. Le sultan s’engage à accorder l’autonomie aux Serbes révoltés depuis 1804.

- 2 juin : accord secret austro-russe[36].
- 8 juin : début du ministère tory de Robert Jenkinson, Premier ministre du Royaume-Uni[37] (fin en 1827).
- 24-25 juin : Napoléon franchit le Niémen[27] et envahit la Russie à la tête de 450 000 hommes. Début de la campagne de Russie. Napoléon s’enfonce en Russie sans parvenir à détruire l’armée russe qui parvient toujours à se replier. Il occupe Moscou puis se retire. 40 000 hommes seulement rentreront en France[38].
- 28 juin :
  - Napoléon entre à Vilna[39].
  - Confédération de Varsovie[40]. Napoléon accepte l’idée de Tadeusz Matuszewicz (pl) (1765-1819) d’une confédération de la szlachta, qui déclare la restauration du royaume de Pologne, auquel adhère la Lituanie insurgée. La campagne menée par Napoléon fait naître chez les Polonais l’espoir d’une restauration complète de leur pays. Ils apportent à la Grande Armée un corps de près de 100 000 hommes. Leur chef, Józef Poniatowski, trouve une mort héroïque en couvrant la retraite des Français après Leipzig (octobre 1813).

- 9 - 10 juillet : la cavalerie polonaise de Rożniecki est battue par les cosaques de Platov à la Mir puis à Platov (14 juillet)[41].
- 18 juillet : traités d'Örebro britanno-russo-suédois[42].
- 19 juillet : adoption de la constitution sicilienne[43] (1812-1816).
- 23 juillet : bataille de Mohilev[41].
- 25-26 juillet : victoire française sur les Russes à la bataille d'Ostrovno[44].
- 28 juillet : Napoléon entre à Vitebsk[45].
- 30 juillet-1er août : victoire russe à la bataille de Kliastitsy ou de Jakoubowo[46]. L’offensive d’Oudinot sur Saint-Pétersbourg échoue.

- 16-17 août : victoire française à la bataille de Smolensk[47].
- 17-18 août : première bataille de Polotsk[44].
- 17 août : Koutouzov est nommé général en chef de l’armée russe[47].
- 19 août : bataille de Valutino[48].

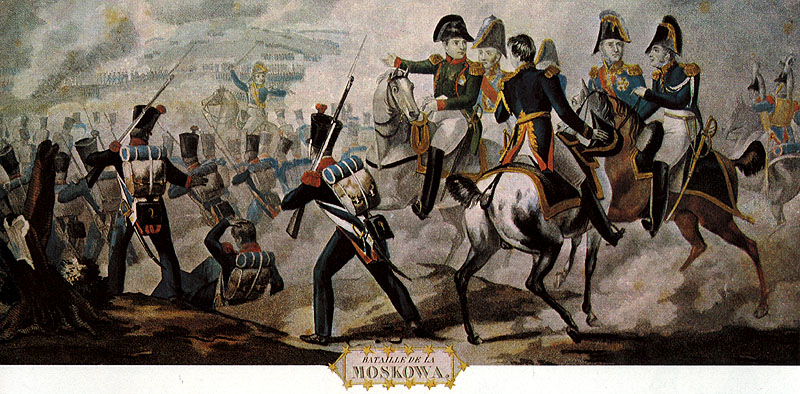
5-7 septembre : bataille de la Moskova

- 5-7 septembre : bataille indécise de Borodino (bataille de la Moskova)[41]. 130 000 Français affrontent 140 000 Russes. Les Russes perdent 58 000 hommes, les Français 35 000. Les Russes refluent vers Moscou, qu’ils abandonnent ensuite.
- 14 septembre : prise de Moscou par la Grande Armée[27].
- 15-18 septembre : incendie de Moscou[49].

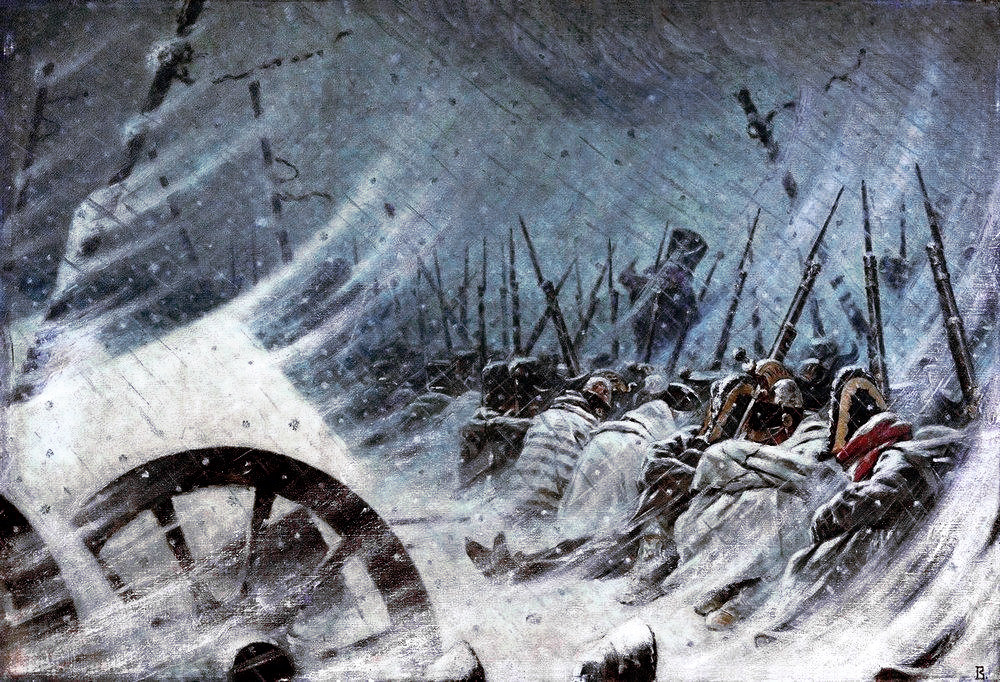
Octobre-novembre : retraite de Russie

- 5 octobre-10 novembre : élections générales au Royaume-Uni[50].
- 18 octobre : victoires russes à la bataille de Winkowo (ou Taroutino)[41] et à la seconde bataille de Polotsk (18 au 20 octobre)[51].
- 19 octobre : début de la retraite de Russie. Napoléon attend en vain les offres de paix du tsar et le 22 octobre ordonne la retraite vers le Niémen[52].
- 23 octobre : coup d'État avorté du général Malet en France[53].
- 24 octobre : bataille de Maloyaroslavets[6].
- 31 octobre : victoire russe à la bataille de Czaśniki[54].

- 3 novembre : victoire russe à la bataille de Viazma[32].
- 13-14 novembre : victoire russe bataille de Smoliani en Biélorussie[55].
- 15-17 novembre : bataille de Krasnoï[41], victoire stratégique de Napoléon qui sauve l'essentiel de son armée.
- 26-28 novembre : passage de la Bérézina[56]. La Grande Armée rentre décimée (moins de 45 000 soldats rescapés) et pratiquement dépourvue de chevaux.

- 3 décembre : Iermolov devient chef d’État major de la Ire Armée russe[57].
- 6 décembre : création de la Société biblique de Russie, présidée par Golitsyne[58].
- 23 décembre : entrée d’Alexandre Ier de Russie à Vilna[47].
- 30 décembre : convention de Tauroggen. Les Prussiens (général York) signent une convention de neutralité avec les Russes[47].
- Décembre :
  - Émeutes de Penza, en Russie ; les paysans croient à l’abolition du servage[59].
  - Après la campagne désastreuse de Napoléon en Russie, Metternich propose une médiation autrichienne pour conclure une paix de compromis[60] qui aurait laissé la France dans ses « frontières naturelles » (Belgique et rive gauche du Rhin). Napoléon refuse.

#### Péninsule ibérique
- 9 janvier : reddition de Valence[27].
- 16 janvier : bataille d'Almagro[61].
- 19 janvier : prise de Ciudad Rodrigo par Wellington[62]. Offensive britannique sur l’axe Ciudad Rodrigo-Badajoz.
- 26 janvier : décret confirmant l’annexion de la Catalogne par la France[27].

- 16 mars - 7 avril : victoire anglo-portugaise au siège de Badajoz[63].

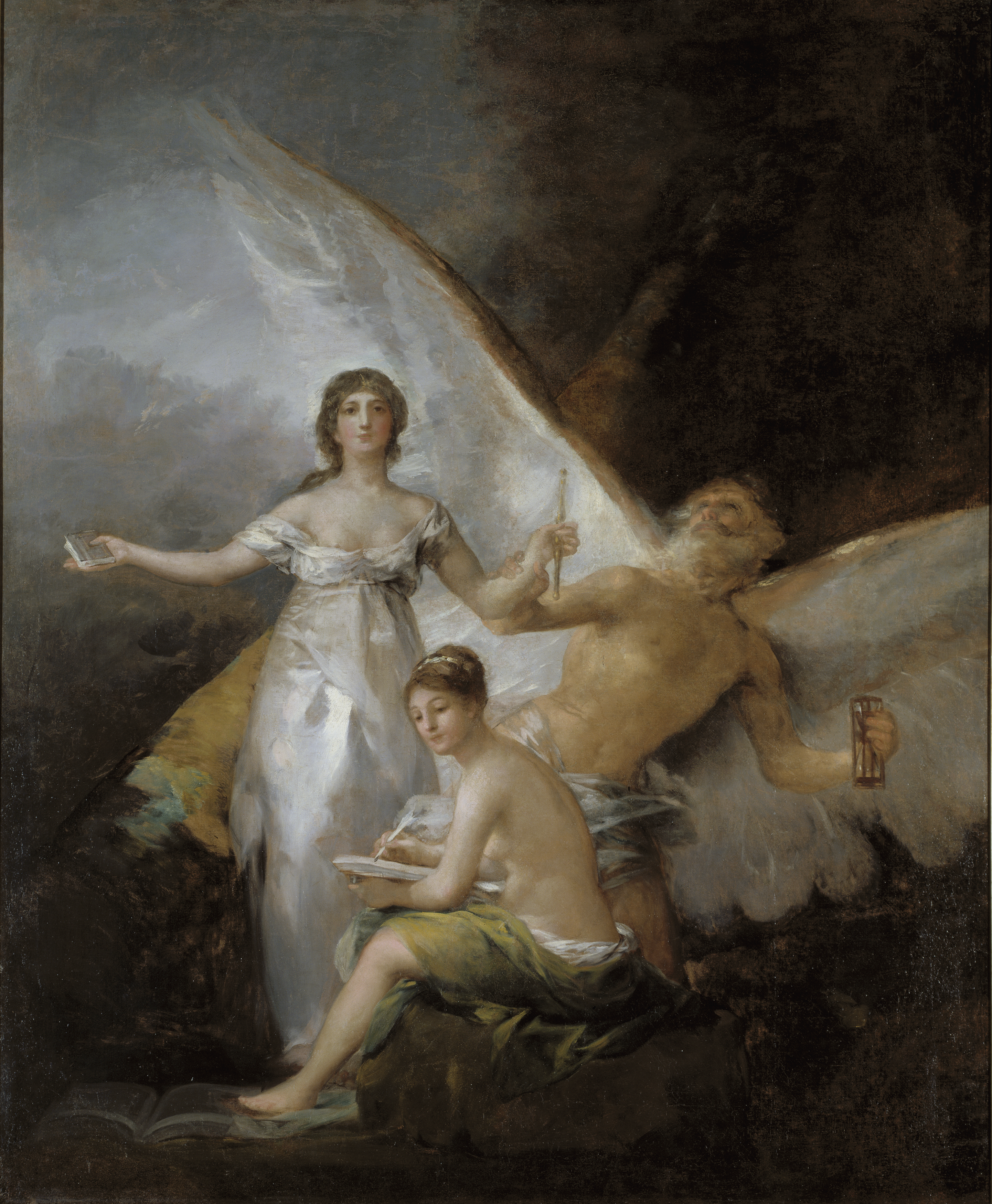
Allégorie de la Constitution de 1812, Francisco Goya

- 18 mars : les Cortes de Cadix élaborent une constitution libérale et centralisatrice (monarchie constitutionnelle)[27], qui ne sera jamais appliquée. Élus au suffrage universel, les Cortes doivent jouer un rôle essentiel face au roi, qui conserve un droit de veto.

- 11 avril : victoire britannique à la bataille de Villagarcia, près de Llerena[64].

- 20 juillet : alliance de Velikie Louki entre la Russie et les Cortes d’Espagne[42].
- 22 juillet : défaite de Marmont contre Wellington à la bataille des Arapiles (Salamanque)[27].

- 12 août : Madrid est évacué momentanément par les impériaux[65].
- 25 août : les troupes françaises lèvent le siège de Cadix. L’Andalousie est perdue[66].

- 18 septembre - 22 octobre : échec des britanno-espagnols devant Burgos[67].
- 22 septembre : Wellington est nommé par la junte de Cadix commandant en chef des forces militaires en Espagne[68].

- 23 octobre : victoire française au combat de Villodrigo[69].

- 2 novembre : Soult reprend Madrid[70]. Wellington se replie sur le Portugal.

## Naissances en 1812
- 1er janvier : G.F. Imbert, musicien et compositeur français († 9 septembre 1886).
- 8 janvier : Sigismund Thalberg, pianiste et compositeur autrichien († 27 avril 1871).
- 25 janvier : Pierre De Decker, écrivain et homme politique belge († 4 janvier 1891).

- 3 février : Charles de La Monneraye, militaire et homme politique français († 12 mars 1904).
- 7 février : Charles Dickens, écrivain britannique († 9 juin 1870).
- 9 février : Frédéric-Guillaume Bergmann, philologue français († 14 novembre 1887).
- 12 février : Eugène-Ferdinand Buttura, peintre français († 23 mars 1852).
- 15 février : Raphaël Donguy, peintre, décorateur et fresquiste français († 10 avril 1877).
- 25 février : German von Bohn, peintre d'histoire allemand († 23 janvier 1899).
- 27 février : Otto Reinhold Jacobi, peintre germano-canadien († 8 février 1901).

- 1er mars : Adrien Guilmin, professeur de mathématiques et de français († 20 février 1884).
- 3 mars :
  - Alexandre Dubuque, pianiste, compositeur et pédagogue russe d'origine française († 8 janvier 1898).
  - Victor-Marie Roussin, peintre français († 14 juin 1903).
- 5 mars : Michael Echter, peintre allemand († 4 février 1879).
- 6 mars : Aaron Lufkin Dennison, horloger américain († 9 janvier 1895).
- 11 mars :
  - « El Lavi » (Manuel Díaz Cantoral), matador espagnol († 9 décembre 1858).
  - William Vincent Wallace, pianiste et compositeur irlandais († 12 octobre 1865).
- 12 mars :
  - Giuseppe Palizzi, peintre italien († 10 janvier 1888).
  - Joseph Prestwich, géologue britannique († 23 juin 1896).
- 20 mars : Paul Roger, historien français († 1894).
- 26 mars : Fortuné Viau, peintre français († 18 mars 1889).

- 3 avril : Louise d'Orléans, première reine des Belges († 11 octobre 1850).
- 5 avril : Henri Place, peintre de paysage français († 9 septembre 1880).
- 6 avril : Alexandre Herzen, écrivain russe († 21 janvier 1870).
- 15 avril : Théodore Rousseau, peintre français († 22 décembre 1867).
- 23 avril : Louis-Antoine Jullien, compositeur et chef d'orchestre français († 14 mars 1860).
- 24 avril : Walthère Frère-Orban, homme politique belge († 2 janvier 1896).
- 27 avril : Friedrich von Flotow, compositeur allemand († 24 janvier 1883).

- 7 mai : Robert Browning, poète britannique († 12 décembre 1889).
- 14 mai : Emilie Mayer, compositrice allemande († 10 avril 1883).
- 16 mai : Camille Doucet, poète et auteur dramatique français, académicien français (fauteuil 32) († 1er avril 1895).
- 18 mai : Adolph Eduard Grube, zoologiste polonais († 23 juin 1880).

- 1er juin : Felix Papencordt, historien allemand († 17 avril 1841).
- 9 juin : Johann Galle, astronome allemand († 10 juillet 1910).
- 19 juin : Michel Dumas, peintre français († 25 juin 1885).
- 27 juin : John Pyke Hullah, compositeur et professeur de musique anglais († 21 février 1884).

- 15 juillet : Benno Adam, peintre allemand († 8 mars 1892).

- 20 août : Bernardo Gaviño, matador espagnol († 11 février 1886).

- 4 septembre : Louis Coignard, peintre français († 20 novembre 1880).
- 12 septembre : Marie-Ernestine Serret, peintre française († 1884).
- 25 septembre : Jean-Baptiste Singelée, violoniste, chef d'orchestre et compositeur belge († 29 septembre 1875).
- 28 septembre : Anatole Dauvergne, peintre, journaliste, écrivain, historien et archéologue français († 13 avril 1870).

- 1er octobre :
  - Johann Rufinatscha, compositeur, théoricien et professeur de musique autrichien († 25 mai 1893).
  - Per Wickenberg, peintre suédois († 19 décembre 1846).
- 5 octobre : Jean Le Capelain, peintre et lithographe britannique († 17 octobre 1848).
- 12 octobre : Eduard Schleich, peintre bavarois († 8 janvier 1874).
- 16 octobre : Leonetto Cipriani, homme politique français naturalisé italien († 10 mai 1888).
- 14 octobre : Félix-Hippolyte Lanoüe, peintre paysagiste français († 21 janvier 1872).
- 21 octobre : Otto von Camphausen, homme politique allemand († 18 mai 1896).
- 25 octobre : Charles de Tournemine, peintre orientaliste et paysagiste français († 22 décembre 1872).

- 3 novembre : Ângelo Moniz da Silva Ferraz, homme politique et noble brésilien († 18 janvier 1867).
- 15 novembre :
  - Aimé-Victor-François Guilbert, cardinal français, archevêque de Bordeaux († 15 août 1889).
  - Adolphe Pierre Leleux, peintre et graveur français († 27 juillet 1891).
- 30 novembre : Auguste Duméril, zoologiste français († 12 novembre 1870).

- 6 décembre : Louis-Nicolas Cabat, peintre et graveur français († 13 mars 1893).
- 7 décembre : William James Linton, graveur, illustrateur, écrivain et activiste britannique († 29 décembre 1897).
- 12 décembre : Georges-Joseph de Momigny, compositeur français († 9 janvier 1882).

- Date précise inconnue :
  - Antonio Bignoli, peintre italien († 1886).
  - George William Brown, homme politique américain († 8 septembre 1890).
  - Young Harris, juriste, homme d'affaires, homme politique, juge et philanthrope américain († 28 avril 1894).
  - Eliza Kirk, sculptrice irlandaise († vers 1856).
  - Jean-Baptiste Messager, peintre et dessinateur français († 12 mars 1885).
  - Ion Negulici, peintre roumain († 5 avril 1851).
  - Giacomo Trecourt, peintre italien († 1882).

- Vers 1812 :
  - Abel d'Adhémar, compositeur français († 1851).

## Décès en 1812
- 7 janvier : Raffaele Albertolli, stucateur, graveur et peintre italien (° 21 septembre 1770).
- 23 janvier : Gregorio Ferro, peintre espagnol (° 24 décembre 1742).
- 26 janvier : Rodrigo de Sousa Coutinho, homme politique luso-brésilien (° 4 août 1755).
- 27 janvier : Bernardino Nocchi, peintre italien (° 8 mai 1741).

- 28 février : Hugo Kołłątaj, militant et écrivain politique, théoricien et philosophe polonais (° 1er avril 1750).

- 11 mars : Philippe-Jacques de Loutherbourg, peintre franco-anglais (° 31 octobre 1740).
- 29 mars : Johann Friedrich Dryander, peintre allemand (° 26 avril 1756).
- 30 mars : Gunning Bedford, Jr., homme politique américain et britannique (° 13 avril 1747).

- 17 avril : Francis Annesley, homme politique anglais (° 2 mai 1734).
- 25 avril : Edmond Malone, érudit shakespearien irlandais (° 4 octobre 1741).

- 11 mai : Jeanne-Catherine Quinault dite Madame de Maux, amante et correspondante de Denis Diderot (° 16 décembre 1725).
- 14 mai : Pierre-Charles Dandrillon, peintre français (° 24 mai 1753).

- 1er juin : Richard Kirwan, géologue irlandais (° 1er août 1733).
- 16 juin : Franz Pforr, peintre allemand (° 5 avril 1788).
- 17 juin : Pio Panfili, graveur, décorateur et peintre italien (° 5 mai 1723).
- 21 juin : Johann Friedrich August Tischbein, peintre allemand (° 9 mars 1750).
- 26 juin : Jean de la Rottaz, vigneron et homme politique suisse, actif lors de la Révolution vaudoise (° 24 septembre 1753).
- 6 juillet : Martín de Álzaga, homme d’affaires et homme politique espagnol (° 11 novembre 1755).
- 10 juillet : Carl Ludwig Willdenow, botaniste et pharmacien allemand (° 22 août 1765).

- 7 août : Jacques-Nicolas Perrault, homme d'affaires et homme politique canadien (° 6 août 1750).

- 7 septembre : Auguste Jean-Gabriel de Caulaincourt, tué à la bataille de Borodino (° 16 septembre 1777).
- 19 septembre : Mayer Amschel Rothschild, originaire de Francfort-sur-le-Main, fondateur de la dynastie de banquier (voir Famille Rothschild) (° 23 février 1744).

- 12 octobre : Juan José Castelli, homme politique espagnol (° 19 juillet 1764).

- 29 novembre : Stefano Tofanelli, peintre italien (° 26 septembre 1752).

- 3 décembre : George McBeath, homme politique canadien (° 1740).
- 9 décembre : Pierre-Florent Baillairgé, sculpteur et menuisier canadien (° 29 juin 1761).

- Date inconnue :
  - John Eden, homme politique britannique (° 1740).
  - Thomas Gaugain, peintre et graveur français (° 24 mars 1756).
  - Franz Anton Leitgeb, musicien autrichien (° 1744).
  - Giuliano Traballesi, peintre et graveur italien du baroque tardif (° 1727).